# Robert Hardy
Timothy Sydney Robert Hardy CBE (Cheltenham, 29 de outubro de 1925 — Northwood, 3 de agosto de 2017) foi um ator britânico. Um dos seus papéis mais marcantes foi o da personagem Cornélio Fudge nos filmes da série Harry Potter.
Hardy nasceu em Cheltenham, filho de Jocelyn e Henry Harrison Hardy, seu pai era diretor do Cheltenham College. Ele foi educado em Rugby School e Magdalen College, Universidade de Oxford, onde obteve seu diploma de Inglês.
Seu primeiro casamento, em 1952, foi com Elizabeth Fox, filha de Sir Lionel Fox. Esse casamento acabou em 1956 e em 1961, casou-se com Sally Pearson, filha de Gladys Cooper. Robert teve três filhos.
Hardy começou sua carreira aparecendo na peça Henrique V, de William Shakespeare, e na TV em 1960 atuando em An Age of Kings. Também na TV, interpretou Siegfried Farnon na série britânica de longa duração Veterinário de Província (All Creatures Great and Small).

## Filmografia
- 2007 - Framed
- 2007 - Harry Potter e a Ordem da Fênix
- 2006 - Goodbye Mr Snuggles
- 2005 - Lassie
- 2005 - Harry Potter e o Cálice de Fogo
- 2004 - Making Waves
- 2004 - Harry Potter e o Prisioneiro de Azkaban
- 2002 - Harry Potter e a Câmara Secreta
- 2002 - Pum: Emissão Impossível
- 2002 -  O Encontro
- 1998 - Sibirskiy tsiryulnik
- 1998 - The Tichborne Claimant
- 1998 - An Ideal Husband
- 1997 - Sra. Dalloway
- 1995 - Razão e Sensibilidade
- 1994 -  Frankenstein de Mary Shelley
- 1994 - A Feast at Midnight
- 1988 - Paris by Night
- 1985 - The Shooting Party
- 1974 - La Gifle
- 1973 - Le Silencieux
- 1973 - Gawain and the Green Knight
- 1973 - Dark Places
- 1973 - Yellow Dog
- 1972 - Demons of the Mind
- 1972 - Young Winston
- 1971 - 10 Rillington Place
- 1971 - Psychomania
- 1967 - How I Won the War
- 1967 - Berserk!
- 1965 - The Spy Who Came in from the Cold
- 1958 - Torpedo Run